# 41式81毫米迫擊砲
41式81公釐迫擊砲是中華民國聯勤61兵工廠（後來改制為202廠）從31式60公釐迫擊砲所發展出來的另一型迫擊炮。1953年（民國42年），美國委託61兵工廠生產一批81公釐迫擊砲，61兵工廠在先前沒有研發或者是生產這類火炮的經驗下，以31式為基礎發展出41式81公釐迫擊砲。41式的所有圖樣皆是61兵工廠自行製作。

## 44式81公釐迫擊炮
44式81公釐迫擊砲是仿製M1 81毫米迫擊砲。火炮的結構方面是以M1的砲身與底板與M2的砲架所組成。M1底板形狀比較特別為方型，有三個縱列砲尾槽，很容易與其他迫擊炮有所區分。後來服役於國軍的41式，其實應該是44式才對。
41式與44式的外型在某些方面接近，兩者有無直接關聯則不得而知。不過，41式與44式的腳架，底板皆不同，41式雖然也是方型底板，但是只有一個砲尾槽，與44式放在一起倒不容易誤認。上述美援總共移交了兩批，其中41式或有44式的數量已無可考察。第一批500門於1955年（民國44年）5月繳清，第二批560門於1956年（民國45年）5月繳清。